# (10853) Aimoto
(10853) Aimoto – planetoida z pasa głównego asteroid okrążająca Słońce w ciągu 3 lat i 190 dni w średniej odległości 2,31 j.a. Została odkryta 6 lutego 1995 roku w obserwatorium w Chiyoda przez Takuo Kojimę. Nazwa planetoidy pochodzi od Minoru Aimoto (ur. 1965), starszego pracownika naukowego w Obserwatorium Saji. Przed nadaniem nazwy planetoida nosiła oznaczenie tymczasowe (10853) 1995 CW.